# 겨울 도화리
《겨울 도화리》는 1994년 3월 1일부터 3월 2일까지 KBS 1TV에서 방영된 2부작 창사 21주년 특집 드라마이다.

## 줄거리
25년 전 사업에 실패하고 세 딸과 아내를 두고 잠적한 아버지의 부음을 전해받고 세 딸 가영, 나희, 유리는 도화리로 찾아간다. 딸들은 아버지에 대한 각자의 애증을 간직한 채 수몰지구 한 곳에서 쓸쓸히 죽어갔을 아버지를 생각하며 눈시울을 적신다.

## 등장 인물

### 주요 인물
- 신구 : 아버지 역
- 사미자 : 어머니 역
- 김영애 : 성가영 역 (20대 시절 김윤희)
- 오미희 : 성나희 역 (아역 이재은)
- 박순천 : 성유리 역 (아역 최지현)
- 정진
- 김지영

### 그 외 인물
- 이원종
- 김동완
- 이한승
- 윤관용
- 유명순
- 곽정희
- 허길자
- 류순철
- 최헌철
- 김종구
- 김소유
- 강미
- 윤승국
- 이한위
- 권오현
- 최상길
- 조동환
- 고광우
- 이경실
- 윤정빈
- 신소민